# Theodor Stipek
Theodor Stipek (nach 1917 Theodor von Stipek; * 19. September 1863 in Podebrad, Königreich Böhmen, Kaisertum Österreich; † 11. November 1930 in Brașov, Siebenbürgen, Königreich Rumänien) war ein General der österreichisch-ungarischen Armee.

## Leben

### Herkunft und Ausbildung
Der Vater war wahrscheinlich der tschechische Gutsverwalter Dionis Štípek auf Schloss Podebrad, eine Schwester die Lexikographin Sophie Pataky.
Theodor Stipek begann eine militärische Laufbahn und absolvierte außerdem ein Studium zum Ingenieur.

### Militärische Laufbahn
Seit November 1905 war er Geniedirektor in Brixen als Oberstleutnant und Mitglied des Geniestabes (der für technische Angelegenheiten zuständig war). Im Oktober 1907 wurde er zum Infanterie-Regiment „Pucherna“ Nr. 31 nach Hermannstadt versetzt. Seit 1909 war er als Oberst Kommandeur des Infanterie-Regiments „Alexander I. Kaiser von Rußland“ Nr. 2.
Am 1. Mai 1914 wurde Theodor Stipek zum Generalmajor befördert. Er war zu dieser Zeit Brigadekommandant der der k.u.k. 8. Infanterietruppendivision unterstehenden 15. Infanteriebrigade in Bozen. Am 8. September 1918 wurde er zum Titular-Feldmarschalleutnant ernannt. 

### Letzte Jahre
Am 1. Januar 1919 wurde Theodor Stipek in den Ruhestand versetzt. Kurz vor dem Ende der Donaumonarchie war Stipek noch in den Adelsstand erhoben worden. 1930 starb er im deutschsprachigen Kronstadt, das seit 1919 zu Rumänien gehörte.

### Auszeichnungen
Theodor Stipek erhielt die Auszeichnungen:
- Militärverdienstkreuz (III. Klasse), 1907/08[6]
- Orden der Eisernen Krone (Ritter III. Klasse), 1913[7]